# Dr. Dolittle 3
Dr. Dolittle 3 ist eine US-amerikanische Familienkomödie aus dem Jahr 2006 von dem Regisseur Rich Thorne.  Der Film wurde am 28. Juli 2006 in Deutschland auf DVD veröffentlicht.

## Handlung
Maya Dolittle, die Tochter des Tierarztes Dr. Dolittle, hat von ihrem Vater ein besonderes Talent geerbt: Sie versteht die Sprache der Tiere. Leider steckt sie mitten in einer pubertären Krise. Ihre Mutter Lisa schickt sie deshalb auf die Durango-Ferienfarm, wo Stadtkinder ein bodenständiges Landleben lernen sollen. Neben vielen neuen Gesprächspartnern wartet auf Maya auch eine Romanze. Als anlässlich eines Rodeos die Übernahme durch einen feindlichen Unternehmer droht, sind dann ihre ganzen Talente gefordert, um dieses zu verhindern.

## Hintergrund
- Es ist der insgesamt dritte Teil von insgesamt fünf Teilen der Dolittle-Serie, jedoch der erste, in dem Eddie Murphy und Raven-Symoné Pearman nicht mitspielen.
- In der Originalfassung spricht der kanadische Schauspieler Norm MacDonald die Stimme des Hundes Lucky, im Deutschen ist es Thomas Fritsch.

## Kritik
„Zweite Fortsetzung des Dr. Dolittle"-Stoffs, diesmal ohne Eddie Murphy, der seine Aufgaben seiner Filmfamilie überantwortet hat. Die anspruchsarme Komödie setzt auf die Zugkraft possierlicher Tiere und nutzt die Klischees zahlreicher Teenie-Filme.“